# Битка при Батин
Битката при Батин е една от решителните битки в Руско-турската война от 1806 – 1812. Провежда се в района на село Батин и устието на река Янтра. В сражението взимат участие руски войски под командването на генерала от пехотата Николай Каменски, а турските войски са командвани от сераскер Кушакчи.

## Битката
През лятото на 1810 година османците започват да струпват големи войскови части, като възнамеряват да освободят Русчук от обсаждащите го руски войски. Корпуса на генерал Каменския атакува един такъв отряд, придвижващ се към Русчук от Янтра. Под прикрието на челна атака от пехотата, кавалерията начело с Яков Кулнев обхожда османските части и ги удря в тила. Не издържайки на боя на два фронта, турците отначало дават отбой, а след това се обръщат в безреден бяг.

## Последици
Резултата от сражението силно повлиява на хода на кампанията. След това поражение османската армия прекратява своите настъпателни действия, а руските войски, въодушевени от победата завземат редица турски крепости на Дунава.
За победата при Батин генерала от пехотата Каменски е награден с орден „Свети апостол Андрей Първозвани“.